# فيليب جي. ديرينغ
فيليب جي. ديرينغ هو سياسي أمريكي، ولد في 30 يوليو 1868، وتوفي في 20 ديسمبر 1935 في بوسطن في الولايات المتحدة. نشط حزبياً في الحزب الديمقراطي.